# Libero Andreotti

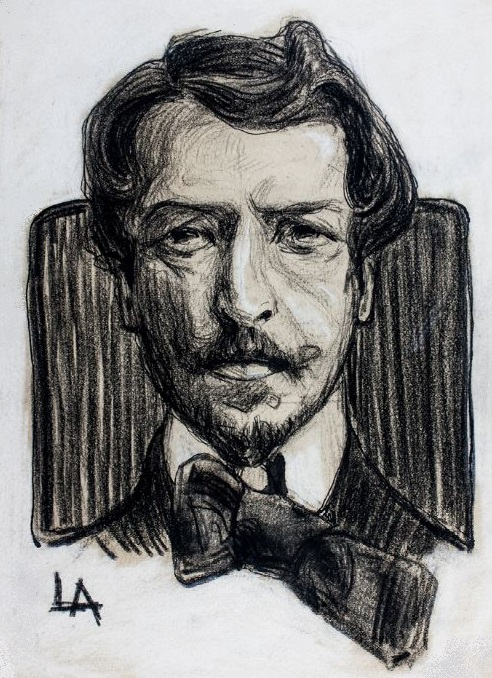
Libero Andreotti

Libero Andreotti (Pescia, 15 de Junho de 1875 – Florença, 4 de abril de 1933) foi um escultor, ilustrador e ceramista italiano.
As obras de Libero Andreotti exerceram uma forte e ampla influência na escultura italiana.